# Myus

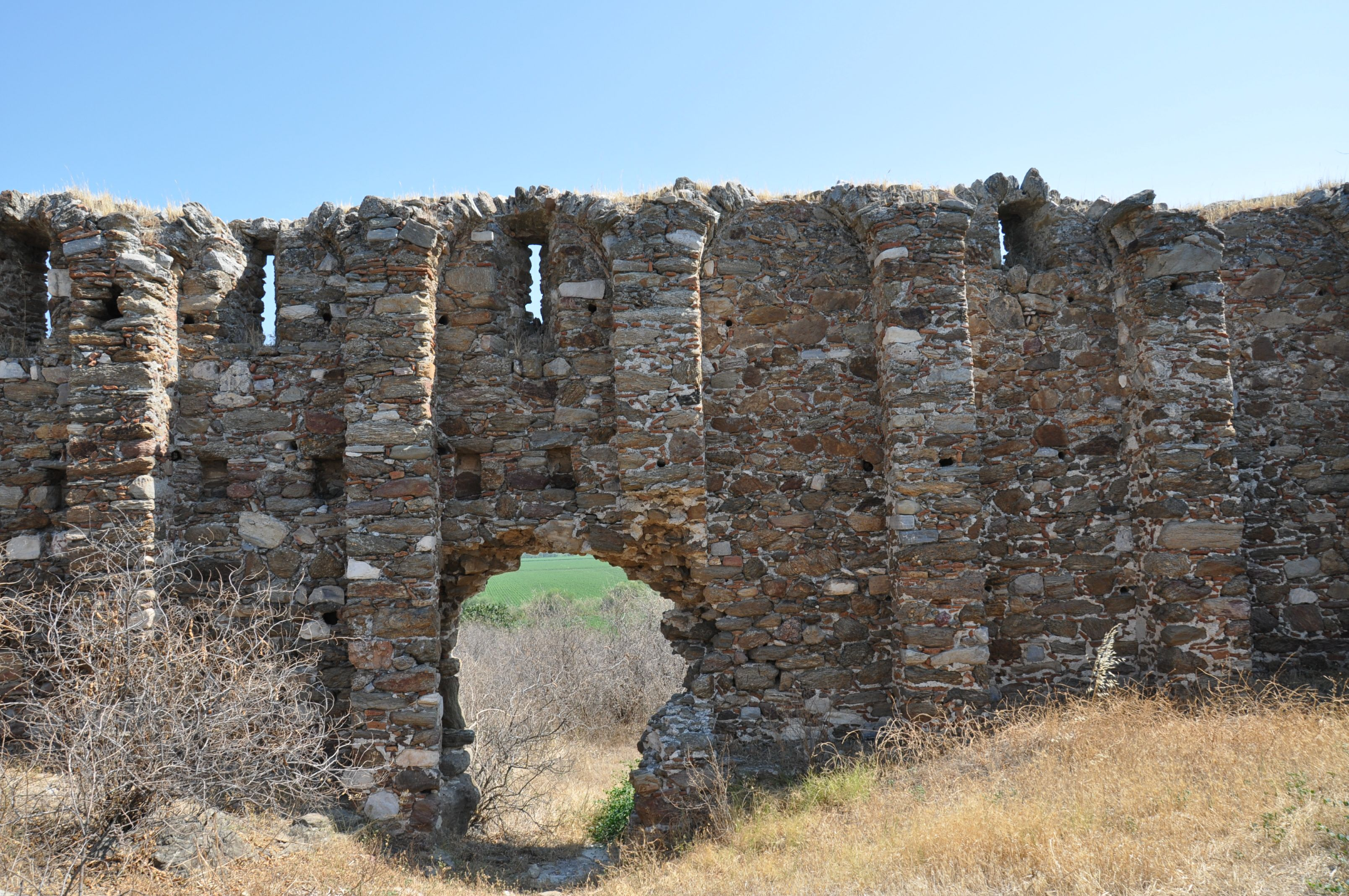
XIII-wieczne mury bizantyjskiej fortecy w Myus

Myus (gr. Μυοῦς), Myos – jedno z miast jońskich zaliczane do dodekapolis, położone w Karii, w okolicy ujścia Meandra do Zatoki Latmijskiej. 
Według Strabona miał je założyć Kydrelos, syn Kodrosa, króla Aten. Położone w odległości 30 stadiów od ujścia rzeki, było najmniejszym spośród dwunastu miast Jonii, a wskutek niekorzystnych warunków bytowych (plaga komarów), o stopniowo malejącej liczbie ludności, która przesiedlała się do pobliskiego Miletu. Jedyną ważniejszą budowlą miasta odnotowaną przez starożytnych (Pauzaniasz) była wzniesiona z białego marmuru świątynia Dionizosa. 
Myus należało do trzech miast jońskich, których dochody Artakserkses przekazał Temistoklesowi, co znajduje potwierdzenie u wielu autorów antycznych (Tukidydes, Diodor, Plutarch, Atenajos, Nepos). Podczas wojny peloponeskiej Ateńczycy doznali w pobliżu tego miejsca porażki ze strony Karyjczyków. W późniejszych czasach Filip II Macedoński, który opanował to miasto, przekazał je Magnezyjczykom. 
Do powolnego upadku Myus przyczyniły się częste powodzie powodujące zalewy okolicznych terenów, a także obfite nawarstwienia osadów (nanosów) rzecznych skutkujące odsunięciem się morskiej linii brzegowej o 40 stadiów (ok. 8 km) od miasta mającego początkowo bezpośredni dostęp do morza. 
W czasach rzymskich miasto uległo wyludnieniu do tego stopnia, iż w epoce Augusta jego nieliczną ludność uważano za obywateli Miletu.